# Інфаркт
Інфаркт (лат. infarctus, від лат. infarcire — начиняти, наповнювати, утискувати) — вид локального змертвіння тканин органа, що виникає внаслідок раптового (гострого) порушення місцевого кровообігу: тромбоз, емболія, спазм судин, різке зниження артеріального тиску та інші. Є симптомом деяких хвороб. Термін «Інфаркт» ввів Рудольф Вірхов для позначення змертвілої ділянки тканини, інфільтрованої еритроцитами.
Безпосередньою причиною розвитку інфаркту є перешкоджання кровотоку, що раптово виникає у відповідному відрізку артерії. Спочатку було зроблено припущення, що інфаркт розвивається лише в органах з так званими кінцевими артеріями, які не мають анастомозів. Надалі було встановлено, що анастомози між кінцевими розгалуженнями артерій є в усіх органах, хоча ступінь їх вираженості неоднаковий. При неповному закритті просвіту судини причиною розвитку інфаркту є невідповідність потреби в живленні функціонально обтяженого органа і кровопостачання даної ділянки, яке є недостатнім. Така невідповідність може спостерігатися, зокрема, при гіпертонічній хворобі, вадах серця тощо і зумовлюватися не стільки звуженням судин, скільки втратою ними еластичності та їх нездатністю до адаптаційного розширення. Для розвитку інфаркту серцевого м'яза тривалість ішемії певної ділянки органа, за експериментальними даними, становить 20 хвилин, для утворення інфаркту мозкової тканини досить 5–6 хвилин, що відбувається найчастіше при ішемічному інсульті. Макро- і мікроскопічно некроз тканини в зоні інфаркту міокарда чітко виявляється на 2-гу добу. Велике значення в розвитку інфаркту має раптове звуження або закриття судинного просвіту, тому найчастішими причинами інфаркту є тромбоз та емболія, рідше — спазм. У цих умовах колатералі виявляються недостатніми, легко виникають дистонічні явища, і закупорка судини призводить до інфаркту.
Терміном «Інфаркт» позначають також некрози, що розвиваються в нирках при їх просочуванні сечокислими солями або жовчними кислотами і гемоглобіногенними пігментами.

## Види інфарктів
Морфологічно розрізняють три види інфаркту:
- ішемічний (білий),
- геморагічний (червоний),
- змішаний (білий з геморагічним вінчиком).

### Білі (ішемічні)
Виявляються у нирках, селезінці, головному мозку, міокарді. Вони трикутної форми, жовтувато-білого забарвлення (звідси назва білий), досить різко відмежовані від оточуючої тканини, щільної консистенції. Виникають у зв'язку з повним припиненням течії крові в кровоносній судині та її розгалуженнях. Некроз у таких випадках завжди спочатку має характер сухого коагуляційного.

### Червоні (геморагічні)
Виникають у легенях, кишці, іноді в селезінці та головному мозку, як правило, в умовах декомпенсації кровообігу і венозного застою: в легенях — при серцевій недостатності різного походження, в селезінці — при тромбозі селезінкової вени, в головному мозку — при тромбозі яремних вен або синусів твердої мозкової оболони. Геморагічний інфаркт трикутної форми, на розрізі темно-червоного відтінку, що визначає його назву, досить різко відмежований від оточуючої тканини. Згодом інфаркт блідне внаслідок гемолізу еритроцитів.

### Білі з геморагічним вінчиком
Білого або світло-сірого забарвлення з темно-червоним обідком, виявляються у серці та селезінці, іноді в нирках. Зона крововиливу виникає у зв'язку з тим, що рефлекторний спазм по периферії інфаркту швидко змінюється паралітичним розширенням і переповненням кров'ю капілярів з розвитком явищ престазу, стазу і діапедезного крововиливу. Наслідки інфаркту залежать від умов його утворення, локалізації та розмірів.

## Наслідки інфаркту
Для організму наслідки залежить від його локалізації, розмірів, функціональної значущості уражених ділянок, регенераторних і адаптаційних можливостей органа і тканин. Інфаркт міокарда і речовини мозку можуть стати причиною смерті або зумовити тяжкі порушення функцій ураженого органа. Великі інфаркти спричинюють інтоксикацію організму продуктами тканинного розпаду: відбувається підвищення температури тіла, гарячка, дистрофічні зміни внутрішніх органів. Усмоктування денатурованих білків з вогнища ураження зумовлює аутоімунну реакцію з утворенням органоспецифічних антитіл і плазматизацією лімфоїдних утворів.